# Tripundra

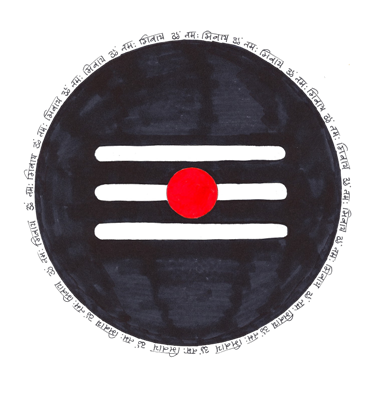
Tripundra

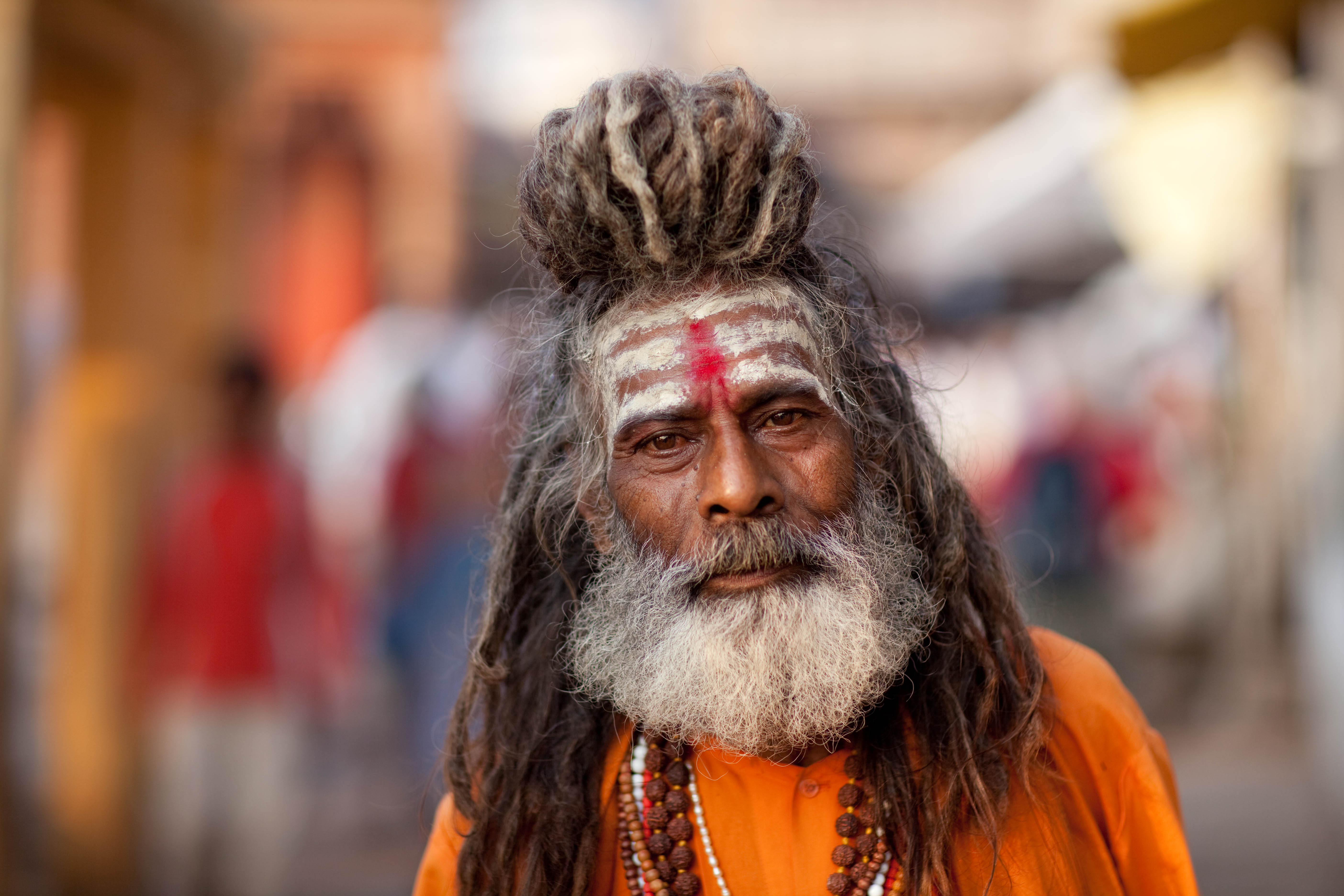
Tripundra auf der Stirn

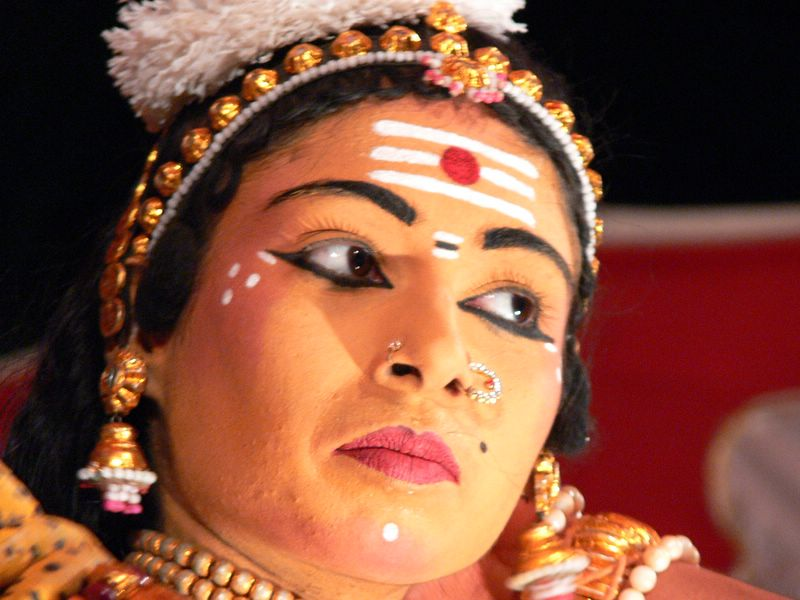
Gesicht einer Parvati-Tänzerin

Ein Tripundra (Sanskrit: त्रिपुण्ड्र) ist ein Tilaka (Segenszeichen), das die Anhänger der hinduistischen Gottheit Shiva meist auf der Stirn tragen. Es besteht aus drei waagerechten Linien und meist einem Bindi. Ein Tripundra wird aus Vibhuti (heiliger Asche) hergestellt, die zum Beispiel während eines Agnihotra-Rituals oder durch das Verbrennen von Kuhdung bei einer Opfergabe entsteht. Die drei waagerechten Linien sind einer Interpretation zufolge ein Symbol für die Trishula, laut einer anderen stehen sie für das dritte Auge von Shiva.

## Geschichte
Der Brauch wird bereits in den Upanishaden erwähnt. Die allegorischen Bedeutungen der drei Aschelinien sind nach Paul Deussen unter anderem die drei hörbaren Silben des Aum, die drei Gunas oder die drei Erscheinungen des Shiva.

## Gebrauch und Bedeutung
Das Tripuṇḍra, drei waagerechte Linien auf der Stirn oder anderen Körperteilen, sind Symbole, die während der Übergangsriten getragen werden; für manche gehört ihr Tragen zur alltäglichen Praxis. Diese Linien repräsentieren Shivas dreifache Kraft des Willens (icchāśakti), des Wissens (jñānaśakti) und des Tuns (kriyāśakti). Daneben wird auch der Dreizack (triśūla) von Shiva sowie die Trimurti von Brahma, Vishnu uns Shiva symbolisiert.
Das Tripundra dient seinem Träger als Erinnerung an die geistlichen Ziele des Lebens, die Wahrheit, dass der Körper und alle materiellen Dinge eines Tages zu Asche werden, und dass Moksha (Erleuchtung) ein lohnendes Ziel ist. Das zweite Kapitel der Kālāgnirudropaniṣad deutet die drei Linien des Tripundras als Zeichen verschiedener Dreiheiten: der drei heiligen Feuer, Silben des Om, Gunas, Welten, Atmantypen, Kräfte, Veden und Zeiten zur Gewinnung des Soma-Saftes, sowie des Maheshvara (eine Form des Shiva).

## Regionale Namen
Auf Tamil heißt Tripundra பட்டை / Pattai, oder auch Tripundraka (त्रिपुण्ड्रक).